# Сецская волость
Сецская волость (латыш. Seces pagasts) — одна из семи территориальных единиц Айзкраукльского края Латвии. Граничит с Даудзесской, Серенской, Стабурагской, Кокнесской, Клинтайнской и Сунакстской волостями своего края и с Виеситской волостью Екабпилсского края.
Крупнейшими населёнными пунктами волости являются: Сеце (волостной центр), Бикерниеки, Далбес, Каляндри, Кампани, Пинкас, Пурвини, Шкутани, Шлюкас, Зиедани.
По территории волости протекают реки: Даугава, Лауце, Палупите, Сецене.

## История
В 1935 году Сецская волость Екабпилсского уезда занимала площадь 169,8 км², которую населяли 2338 жителей. В 1945 году были созданы Гребльский, Крастский и Сецский сельские советы.
После отмены в 1949 году волостного деления Сецский сельсовет поочерёдно входил в состав Яунелгавского (1949—1956), Екабпилсского (1956—1967) и Стучкинского(Айзкраукльского) (1967—2009) районов. В 1961 году к Сецскому сельсовету был присоединён ликвидированный Гребльский сельсовет.
В 1990 году Сецский сельсовет был реорганизован в волость. В 2009 году, по окончании латвийской административно-территориальной реформы, Сецская волость вошла в состав Яунелгавского края.
В 2021 году в результате новой административно-территориальной реформы Яунелгавский край был упразднён, а Сецская волость была включена в Айзкраукльский край.